# 蔡树藩
蔡树藩（1905年11月24日—1958年10月17日），字子焕，湖北汉阳县蔡甸镇人。中华人民共和国政治人物、军事将领。
第一次国共内战时期，蔡树藩历任中华全国总工会苏区执行局宣传部部长、组织部部长，红二十二军政委等职，在第三次反围剿战争中，左臂中枪无药治疗，被迫截肢。后任红一军团第一师政委、红九军团政委，参加长征。到达陕北后，担任中华苏维埃人民共和国临时中央政府西北办事处司法内务部部长、陕北红三十军政委、陕甘宁边区第二作战区政治委员。抗日战争时期，任陕甘宁边区政府内务委员会主任、八路军129师兼太行军区政治部主任。第二次国共内战时期，任晋察冀军区政治部副主任、华北军区政治部副主任。中华人民共和国成立后，担任全国总工会执行委员，中共中央西南局委员、中共西南军政委员会劳动部部长、中央人民政府体育运动委员会副主任。1958年，中国政府应阿富汗等国政府邀请，由郑振铎、蔡树藩率领的中国文化代表团，在经过苏联卡纳什地区时发生空难，全团遇难。

## 生平

### 早年经历
蔡树藩1905年出生于汉阳县蔡甸镇龚家小岭磨子石湾，父亲蔡顺彩常年在汉口做工，母亲马氏在家照顾儿女，靠栽种屋前菜地勉强度日。1917年由私塾转入蔡甸镇国民小学读书，终因家境贫困而辍学。1920年前往江西安源煤矿工作，1922年9月参加安源路矿工人大罢工，曾任工人代表。1923年加入中国社会主义青年团。同年任矿区团委委员。1925年转为中国共产党党员。1927年起任中共汉口口区区委委员兼劳动童子团团长。七一五事件后被逮捕，此后经营救获得释放，被派往苏联莫斯科，参加中共六大。1928年起，进入莫斯科中山大学、列宁学院。
1930年回国，被派往苏区，历任中华全国总工会苏区执行局宣传部部长、组织部部长，红二十二军政委等职，后负腿伤。在第三次反围剿战争中，左臂中枪无药治疗，被迫截肢。1933年因红军整编，任红一军团第一师政委。1933年，蔡树藩担任红九军团政委，与罗炳辉搭档。1934年10月，率部参加长征，并指挥湘江战役。1935年遵义会议后，担任中央军委纵队政委、陕甘支队第三纵队副政治委员、政治部主任。到达陕北后，担任中华苏维埃人民共和国临时中央政府西北办事处司法内务部部长。1936年4月起，蔡树藩担任陕北红三十军政委、陕甘宁边区第二作战区政治委员。

### 抗日战争与第二次国共内战时期

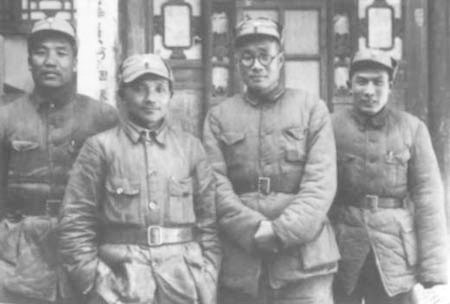
1938年1月，八路军129師領導人在山西遼縣桐峪鎮合影。左起李達、鄧小平、劉伯承、蔡樹藩

抗日战争爆发后，蔡树藩任陕甘宁边区政府内务委员会主任，年底去苏联治病。1939年4月回国，任八路军129师政治部副主任。1940年，任129师兼太行军区政治部主任，参加百团大战。1942年，参与组织指挥反扫荡作战，9月起任中共中央太行分局委员。1943年入延安中共中央党校学习，后参加中共七大。
1945年9月，蔡树藩调任晋察冀军区政治部副主任、中共张家口市委委员。1946年2月，他兼任晋察冀区行政委员会复员委员会主任委员。1948年5月，晋冀鲁豫军区和晋察冀军区合并成华北军区，蔡树藩任华北军区政治部副主任。

### 中华人民共和国时期
中华人民共和国成立后，担任全国总工会执行委员，中共中央西南局委员、西南军政委员会劳动部部长等职。1954年，担任中央人民政府体育运动委员会副主任。1957年，参与起草《准备劳动与卫国制度暂行条例》（后改称《劳动卫国体育条例》）工作。1958年，中国政府应阿富汗等国政府邀请，由郑振铎、蔡树藩率领的中国文化代表团，在经过苏联卡纳什地区时发生空难，全团遇难。